# 布里斯托縣 (麻薩諸塞州)
布里斯托縣（英語：Bristol County）是美国麻薩諸塞州東南部的一個郡，西南鄰羅德島州，面積1,790平方公里。根據2020年美國人口普查，共有人口57萬9,200人。縣治湯頓。

## 名稱
布里斯托尔縣得名自其第一個县治布里斯托。
布里斯托尔县與羅德島州的布里斯托縣是一對稀有的同名相邻郡，全美只有五對郡名相同的相邻郡。而美國其他四對相邻同名郡有德克萨斯州的沙賓縣與路易斯安那州的沙賓堂區、尤寧堂區與阿肯色州的尤寧郡、马里兰州的肯特县與特拉华州的肯特县，以及亚拉巴马州的艾斯康比亞縣與佛罗里达州的艾斯康比亞縣。

## 歷史
布里斯托縣是於1685年6月2日獨立自普利茅斯殖民地，並且得名自其縣治布里斯托。於1691年，普利茅斯殖民地被劃入麻薩諸塞灣殖民地。
於1746年，布里斯托縣將布里斯托鎮、巴林顿和沃倫割予羅德島州，而這只是麻薩諸塞州與罗得岛州長期領土糾紛的其中一部份。而割出的土地則成為現今罗得岛州的布里斯托縣。同时，麻薩諸塞州將阿特尔伯勒的坎伯兰割予罗得岛州，並被併進普罗维登斯县，以及將蒂弗頓和小康普頓割予罗得岛州的紐波特郡。相反，麻薩諸塞州的东弗里敦於1747年則成功向罗得岛州的蒂弗顿購買弗里敦。
在縣治布里斯托被割讓後，汤顿成為了布里斯托縣的縣治。1828年，布里斯托縣於新贝德福德（一個地位為「半縣治」的城鎮）建立了第二個县立法院大楼。於1862年，部分锡康克（今东普罗维登斯）以及整個波塔基特被割予普罗维登斯县。同时，罗得岛州向麻薩諸塞州的福尔里弗和西港割讓了一些土地。而福尔里弗則於1877年因第三個县立法院大楼於此而地位大增。

## 地理
| 调查年            | 人口    | 备注 | %±    |
| ----------------- | ------- | ---- | ----- |
| 1790              | 31,696  |      | —     |
| 1800              | 33,880  |      | 6.9%  |
| 1810              | 37,168  |      | 9.7%  |
| 1820              | 40,908  |      | 10.1% |
| 1830              | 49,592  |      | 21.2% |
| 1840              | 60,164  |      | 21.3% |
| 1850              | 76,192  |      | 26.6% |
| 1860              | 93,794  |      | 23.1% |
| 1870              | 102,886 |      | 9.7%  |
| 1880              | 139,040 |      | 35.1% |
| 1890              | 186,465 |      | 34.1% |
| 1900              | 252,029 |      | 35.2% |
| 1910              | 318,573 |      | 26.4% |
| 1920              | 359,005 |      | 12.7% |
| 1930              | 364,590 |      | 1.6%  |
| 1940              | 364,637 |      | 0.0%  |
| 1950              | 381,569 |      | 4.6%  |
| 1960              | 398,488 |      | 4.4%  |
| 1970              | 444,301 |      | 11.5% |
| 1980              | 474,641 |      | 6.8%  |
| 1990              | 506,325 |      | 6.7%  |
| 2000              | 534,678 |      | 5.6%  |
| 2010              | 548,285 |      | 2.5%  |
| [ 4 ] [ 5 ] [ 6 ] |         |      |       |

根據2000年人口普查，布里斯托縣的面積為691.19平方英里（1,790.2平方）。其中有556.00平方英里（1,440.0平方），即80.44%的土地為陸地；135.19平方英里（350.1平方），即19.56%的土地為水域。布里斯托縣的最高點為日出山，海拔為390英尺（120），位於北阿特尔伯勒的第一次世界大战纪念公园。

### 毗邻县
- 麻薩諸塞州 诺福克县—北
- 马萨诸塞州 普利茅斯县—東
- 羅德島州 紐波特縣—西南
- 罗得岛州 布里斯托縣—西
- 罗得岛州 普罗维登斯县—西北

## 人口
根據2000年人口普查，布里斯托縣擁有534,678居民、205,411住戶和140,706家庭。。其人口密度為每平方英里962居民（每平方公里371居民）。布里斯托縣擁有216,918間房屋单位，其密度為每平方英里390間（每平方公里151間）。布里斯托縣的人口是由90.98%白人、2.03%黑人、0.24%土著、1.26%亞洲人、0.03%太平洋岛民、3.12%其他種族和2.34%混血构成。而西班牙裔或拉丁美洲人僅佔人口3.60%。在白人當中，有29.7%為葡萄牙人、13.0%為爱尔兰人、8.9%為法國人、8.2%為英國人、6.8%為意大利人以及6.4%為法裔加拿大人。在534,678居民中，有79.1%母語為英語、13.9%為葡萄牙語、2.9% 西班牙语以及1.6% 法语。美国人口调查局指出，麻薩諸塞州的布里斯托縣與罗得岛州的布里斯托縣是全美唯一兩個擁有逾四分之一的人口為葡萄牙人的縣份。
在205,411住戶中，有33.00%擁有一個或以上的兒童（18歲以下）、51.60%為夫妻、13.00%為單親家庭、而有31.50%為非家庭。其中26.50%住户為獨居，11.00%為同居長者。平均每戶有2.54人，而平均每個家庭則有3.08人。在534,678居民中，有24.60%為18歲以下、8.50%為18至24歲、30.50%為25至44歲、22.20%為45至64歲以及14.10%為65歲以上。人口的年齡中位數為37歲，每100個女性就有92.40個男性，而每100個成年女性（18歲以上）則有88.50個男性。
布里斯托縣的住戶收入中位數為$43,496，而家庭收入中位數則為$53,733。男性的收入中位數為$39,361，而女性的收入中位數則為$27,516。布里斯托縣的人均收入為$20,978。約7.80%家庭和10.00%人口在貧窮線以下。

## 主要都市
- 新貝德福德—95006人
- 福尔里弗—89220人
- 湯頓—55390人
- 阿特尔伯勒—43459人